# Drochlin (województwo śląskie)
Drochlin – wieś w Polsce położona w województwie śląskim, w powiecie częstochowskim, w gminie Lelów. Miejscowość leży przy drodze wojewódzkiej nr 794 Lelów–Koniecpol.
Wieś prepozyta kapituły katedralnej krakowskiej w powiecie lelowskim województwa krakowskiego w końcu XVI wieku. W Królestwie Polskim istniała gmina Drochlin.
W latach 1954–1961 wieś należała i była siedzibą władz gromady Drochlin, po jej zniesieniu w gromadzie Podlesie. W latach 1975–1998 miejscowość administracyjnie należała do województwa częstochowskiego.
Najstarsza wzmianka o tej wsi pochodzi z 1373-74. W średniowieczu należała do kapituły krakowskiej. Znajduje się tu kościół parafialny pod wezwaniem Matki Boskiej Częstochowskiej. Pierwotny drewniany kościół pw. św. Filipa i Jakuba istniał od 1470. Następny wzniesiono w roku 1728. Budowla widziana z lotu ptaka miała kształt krzyża. Dotrwała do przełomu lat 50. i 60. XX w., kiedy z powodu złego stanu technicznego została rozebrana i zastąpiona nową, murowaną świątynią z lat 1958-67 (proboszczem był wówczas ks. Władysław Zachariasz). Podobny do nieistniejącego, drewniany kościół można jeszcze obejrzeć w pobliskim Podlesiu.
W latach 1970-73 archeolodzy z Uniwersytetu Jagiellońskiego znaleźli w okolicy Drochlina denar rzymski z czasów Hadriana (119-130).